# Stalingrad (film 2013)
Stalingrad (Сталингра́д) è un film del 2013 diretto da Fëdor Bondarčuk, con protagonista Thomas Kretschmann.
Fu selezionato per rappresentare la Russia nella categoria per il miglior film internazionale ai premi Oscar 2014 nella categoria miglior film straniero.

## Trama
La storia presenta un prologo e un epilogo ambientati ai nostri giorni, durante lo tsunami del 2011 in Giappone. Le vittime sono studenti tedeschi e i soccorritori sono di nazionalità russa.    
Autunno del 1942, la città di Stalingrado è devastata dalle truppe naziste che l'hanno cinta d'assedio e poi vi sono penetrate. Dopo un'azione bellica non riuscita, cinque soldati russi lottano per stabilirsi dentro un edificio che, situato nei pressi delle rive del Volga, diventa una specie di comando della resistenza e risulta di strategica importanza per la difesa della città.
In un appartamento di quello stesso stabile vive Kat'ja, una giovane donna rifiutatasi di lasciare la città dopo l'arrivo dei tedeschi, la quale stabilirà un rapporto d'affetto con i cinque soldati compatrioti. Dalla parte dei nemici, intanto, il capitano tedesco Kahn si invaghisce della russa Maša.

## Produzione
È il primo film russo prodotto completamente con la tecnologia del 3D, ed anche il primo film non statunitense che adotta il formato IMAX. Le riprese del film si sono svolte in Russia, nelle vicinanze di San Pietroburgo. Il budget della pellicola è stato di circa 30 milioni di dollari.

### Cast
L'attore Til Schweiger era stato preso in considerazione per il ruolo principale; tale ruolo è stato poi affidato a Thomas Kretschmann che già aveva partecipato a Stalingrad del 1993.

## Distribuzione
La pellicola è stata presentata fuori concorso all'ottava edizione del Festival Internazionale del Film di Roma. Il film è stato distribuito nelle sale cinematografiche russe a partire dal 10 ottobre 2013. In Italia il film è uscito nel 2014 nel mercato direct-to-video.